# Juno Awards 2015
I Juno Awards 2015 si sono tenuti a Hamilton il 14 e 15 marzo 2015. La cerimonia si è svolta presso il FirstOntario Centre ed è stata condotta da Jacob Hoggard, cantante del gruppo Hedley.

## Categorie
Lista parziale (sono incluse le categorie più importanti). In grassetto sono indicati i vincitori.

### Artista dell'anno
- The Weeknd
- Bryan Adams
- deadmau5
- Leonard Cohen
- Sarah McLachlan

### Gruppo dell'anno
- Arkells
- Chromeo
- Mother Mother
- Nickelback
- You+Me

### Artista rivelazione dell'anno
- Kiesza
- Glenn Morrison
- Jess Moskaluke
- Mac DeMarco
- Shawn Mendes

### Gruppo rivelazione dell'anno
- Magic!
- Adventure Club
- Alvvays
- USS
- Zeds Dead

### Fan Choice Award
- Michael Bublé
- Arcade Fire
- Bobby Bazini
- Drake
- Hedley
- Leonard Cohen
- Magic!
- Nickelback
- Serge Fiori
- You+Me

### Cantautore dell'anno
- Afie Jurvanen
- Catherine MacLellan
- Henry "Cirkut" Walter
- Jenn Grant
- Magic!

### Produttore dell'anno
- Adam Messinger
- Eric Ratz
- Gavin Brown
- Jesse Zubot
- Thomas "Tawgs" Salter

### Album dell'anno
- Leonard Cohen - Popular Problems
- Bobby Bazini - Where I Belong
- Hedley - Wild Life
- Nickelback - No Fixed Address
- Serge Fiori - Serge Fiori

### Album pop dell'anno
- Lights - Little Machines
- Avril Lavigne - Avril Lavigne
- Down with Webster - Party for Your Life
- Magic! - Don't Kill the Magic
- Nikki Yanofsky - Little Secret

### Album rock dell'anno
- Arkells - High Noon
- Big Wreck - Ghosts
- Sam Robers Band - Lo-Fantasy
- The Glorious Sons - The Union
- Your Favorite Enemies - Between Illness and Migration

### Singolo dell'anno
- Magic! - Rude
- Drake feat. Majid Jordan - Hold On, We're Going Home
- Hedley - Crazy for You
- Kiesza - Hideaway
- Sam Roberts Band - We're All in This Together